# Atractodes kasparyani
Atractodes kasparyani är en stekelart som beskrevs av Jussila 2001. Atractodes kasparyani ingår i släktet Atractodes och familjen brokparasitsteklar. Inga underarter finns listade.